# قلنسوي (فطر)
القلنسوي (الاسم العلمي: Mycena) هو جنس من الفطريات يتبع الفصيلة القلنسوية من رتبة الغاريقونيات.